# SimTower
SimTower: The Vertical Empire (còn gọi là The Tower (ザ・タワー Za Tawā) ở Nhật Bản) là tựa game mô phỏng xây dựng và quản lý do hãng OpenBook Co., Ltd. phát triển và Maxis phát hành cho hệ điều hành Microsoft Windows và Macintosh System 7 vào tháng 11 năm 1994. Tại Nhật Bản, trò chơi được hãng OpenBook tung ra cùng năm đó và về sau mới phát hành cho hệ máy chơi game Sega Saturn và 3DO vào năm 1996. Game cho phép người chơi xây dựng và quản lý cả một tòa cao ốc, đồng thời quyết định đặt những cơ sở vật chất nào trong đó để cuối cùng gây dựng nên một tòa cao ốc đạt thứ hạng năm sao. Các sự kiện ngẫu nhiên diễn ra trong quá trình chơi game, chẳng hạn như các hành động khủng bố mà người chơi phải phản ứng ngay lập tức.
Sự đón nhận của giới phê bình đối với tựa game này nhìn chung là tích cực. Các bài đánh giá ca ngợi công thức của game, bao gồm đặc điểm kết thúc mở và khả năng khiến người chơi đắm chìm vào thế giới trong game. Những lời chỉ trích nhắm vào việc trò chơi thiếu tài liệu hướng dẫn, điều mà một số nhà phê bình nhận thấy khiến việc học cách chơi game trở nên khó khăn hơn. Tốc độ trong game cũng bị chỉ trích là quá chậm, đây là một vấn đề quan trọng trong tựa game này vì thời gian trôi qua người chơi mới có thể kiếm được thu nhập để tân trang và nâng cấp cơ sở vật chất mới. 

## Lối chơi

Người chơi xem mặt cắt của tòa nhà từ một bên trong game.

SimTower cho phép người chơi xây dựng và quản lý hoạt động của một tòa nhà chọc trời hiện đại, đa chức năng. Người chơi phải lên kế hoạch về nơi đặt những tiện ích trong tòa cao ốc này bao gồm nhà hàng, chung cư, văn phòng, phòng khách sạn, cửa hàng bán lẻ và thang máy. Nhằm ngăn khách thuê "bỏ của chạy lấy người", người chơi phải giảm bớt căng thẳng bằng cách đáp ứng nhu cầu của khách thuê về trung tâm y tế, bãi đậu xe, khu tái chế rác, phòng khách sạn có lao công lau dọn thường xuyên và hệ thống giao thông hiệu quả, liên quan đến việc quản lý lưu lượng thang máy. SimTower vốn được gầy dựng dựa trên một chương trình mô phỏng thang máy đặt trọng tâm vào việc quản lý thang máy hiệu quả.
Game khởi đầu từ một tòa cao ốc một sao với các tùy chọn xây dựng bị hạn chế phần nào. Nhằm gia tăng xếp hạng sao của tòa cao ốc thì phải thu hút nhiều người thuê hơn bằng cách cung cấp thêm không gian sống (hoặc không gian văn phòng rồi sau này là khách sạn và các loại không gian thương mại về cuối game). Các tiện nghi mới đều được cung cấp liên tục trong khi tòa cao ốc tiến từ xếp hạng một sao sang xếp hạng năm sao. Xếp hạng cao nhất mà người chơi đạt được là danh hiệu "Tower" chỉ có thể trao tặng bằng cách xây dựng thánh đường ở trên cùng của một tòa nhà năm sao với tất cả các tầng cao ốc có thể được phát triển trên mặt đất. Tòa cao ốc bị giới hạn tối đa 100 tầng trên mặt đất và chín tầng hầm trong lòng đất. Người chơi có thể lắp thang máy tiêu chuẩn giúp kéo dài tối đa 30 tầng và thang máy tốc hành làm kéo dài toàn bộ chiều cao của tòa nhà, khiến người thuê giảm bớt căng thẳng.
Một số sự kiện có thể diễn ra trong suốt quá trình quản lý tòa cao ốc này. Ví dụ, những kẻ khủng bố đột ngột gọi điện cho người chơi để thông báo rằng chúng đã giấu một quả bom trong tòa nhà và đòi giao tiền chuộc ngay lập tức. Nếu người chơi không chịu trả tiền chuộc thì đội ngũ bảo vệ phải tìm thấy quả bom trước khi nó phát nổ, nếu không tòa cao ốc này sẽ phải hứng chịu những thiệt hại đáng kể. Nếu người chơi xây dựng tiện ích nằm dưới lòng đất, game đôi lúc phát thông báo rằng công nhân của tòa nhà này đã phát hiện ra cả một kho báu, điều này mang lại cho người chơi một lượng tiền đáng kể. Vào những khoảng thời gian ngẫu nhiên trong game, có những thông báo nói rằng một VIP sẽ sớm đến thăm tòa cao ốc này vì vậy người chơi phải chuẩn bị sẵn sàng cho chuyến viếng thăm của họ. Nếu VIP thích chuyến viếng thăm này vì các yếu tố như phòng khách sạn thoải mái và việc chỉ dẫn đường đi nước bước khá hữu ích, thì VIP sẽ đánh giá cao tòa cao ốc này. Xếp hạng thuận lợi về sau sẽ cho phép tòa cao ốc này này tiến lên cấp độ sao tiếp theo giả sử các tiêu chuẩn khác được đáp ứng. Dù không có bất kỳ tác động nào đến tòa cao ốc này, nhưng cứ vào cuối quý 4 hàng năm trong game, ông già Noel và con tuần lộc của mình lại bay ngang qua tòa cao ốc trước sự chứng kiến của cư dân nơi đây.

## Phát triển
Quá trình phát triển tựa game này do Yoot Saito từ hãng OpenBook đảm nhận, SimTower ban đầu có tên là The Tower. Game chạy trên máy tính chạy hệ điều hành Microsoft Windows hoặc Macintosh System 7; trò chơi sẽ hoạt động tối thiểu trên máy Mac chạy 68k. Cấu hình game yêu cầu màu 8 bit và bốn megabyte RAM. Đồ họa và âm thanh được sử dụng trong SimTower tương tự như đồ họa của các game Sim trước đó, và đồ họa độ phân giải cao cũng được nhà phát triển sử dụng. Các hiệu ứng âm thanh được giữ ở mức tối thiểu bao gồm những tiếng ồn trong cảnh nền như tiếng "buzz" từ văn phòng và chuông thang máy trong game.
Lúc đang theo học Đại học Waseda, Saito từng chơi qua SimCity trên máy Macintosh, điều này đã khuyến khích ông theo đuổi việc làm game sau khi tốt nghiệp. Trò chơi đầu tiên của ông là một tựa game mô phỏng nằm trong dự án truyền thông trong tương lai của một nhà phát hành game. Khi Saito đề nghị phát triển phần thứ hai, doanh nghiệp này đã từ chối vì đây không phải là công ty game. Ông quyết định rời khỏi công ty này để tự mình sản xuất tựa game thứ hai, dựa trên những ý tưởng mà bản thân ông đã hình thành khi làm ra sản phẩm đầu tay của mình: thang máy và tòa cao ốc. Saito bèn hợp tác với lập trình viên tự do Takumi Abe để hoàn thành dự án này. Nhằm nghiên cứu lối chơi, Saito vội liên hệ với một công ty thang máy để tìm hiểu về cách quản lý và lập lịch trình vận hành thang máy. Tuy vậy, công ty này đã từ chối cung cấp thông tin. Saito bắt tay vào xử lý mảng thiết kế đồ họa, bắt đầu từ tòa cao ốc tỷ lệ đơn sắc được tạo trong HyperCard. Nhà thiết kế đã thêm màu sắc giúp phân biệt giữa các tòa nhà văn phòng và khách sạn. Khi quá trình phát triển game gần hoàn thành, Saito nhận thấy rằng hiệu suất của Mac được cải thiện và quyết định tăng kích thước bảng màu từ 16 lên 256 màu. Saito bèn mướn một nhà thiết kế thứ hai phụ trách việc sản xuất hoạt ảnh cho mảng đồ họa game và cải thiện các chi tiết làm tăng màu sắc.

## Đón nhận
SimTower đạt thành công vang dội ở Nhật Bản, mang lại lợi nhuận cho các nhà phát triển. Tờ Nihon Keizai Shimbun đã trao cho Saito danh hiệu "Nhà quản lý trẻ/Doanh nghiệp trẻ xuất sắc nhất của năm" vì thành tựu làm game của mình. Sau bản phát hành đầu tiên tại Nhật Bản, chủ tịch Maxis là Jeff Braun bèn liên hệ với Saito về việc phát hành tựa game này trên toàn thế giới; chính nhà sáng tạo SimCity Will Wright từng nói cho Braun biết về trò này. Công ty đã bản địa hóa tựa game để bày bán ở Mỹ, và việc đổi tên còn nhằm tận dụng sự nổi tiếng của nhượng quyền thương mại Sim và gia tăng doanh số bán hàng. Maxis bèn cho phát hành SimTower trên hệ điều hành Windows và Macintosh System 7 vào tháng 11 năm 1994 tại nước Mỹ. Năm 1996, game được port (chuyển hệ) sang hệ máy chơi game Sega Saturn và 3DO Interactive Multiplayer ở Nhật Bản.
Tờ South China Morning Post đã ca ngợi mô thức của game, lưu ý rằng trò chơi này kế tục con đường của những game Maxis có kết thúc mở trước đó. So sánh SimTower với SimCity 2000, bài đánh giá nhận xét rằng còn điều gì thú vị hơn khi chiêm ngưỡng mọi người sống cuộc sống của họ trong một tòa cao ốc hơn là quan sát những chiếc xe di chuyển xung quanh. Họ cũng đánh giá cao cảm giác "giản dị" của SimTower, trái ngược với các game Sim khác như SimEarth và SimLife mà họ cảm thấy quá phổ biến để mang lại bản sắc cá nhân. Benjamin Svetkey của Entertainment Weekly đã ca ngợi trò chơi này và đưa ra nhận xét rằng nó "vui hơn là lúc mới nghe đến [khái niệm]". Tuy vậy, ông cho biết lối chơi có thể quá sức đối với những người hâm mộ dòng game này. Một nhà phê bình cho tờ tạp chí Next Generation đã đánh giá trò chơi này với ý kiến cho là nó thiếu hẳn tính tương tác nhộn nhịp của những tựa game trước đó thuộc dòng game Sim: "Có những lúc [tòa nhà] bị nhiễm rệp và có đám cháy thỉnh thoảng cần giải quyết, nhưng hầu hết thời gian khi chơi SimTower, bạn cứ phải đứng đó chờ đợi lượng tiền mặt dự trữ tăng lên để thêm nhiều tầng. Chẳng có gì vui hết." The Age của Úc thì nhận thấy SimTower có chất lượng cao như trước của hãng Maxis, sau khi phát hành trò SimFarm đáng thất vọng. Lisa Karen Savignano của Allgame nhận định game có đồ họa và âm thanh tốt. Tuy nhiên, cô ấy cũng cảm thấy rằng SimTower có giá trị chơi lại tốt do lối chơi phi tuyến tính, bèn chấm cho game 4/5 sao.
Game bị tờ South China Morning Post chỉ trích vì thiếu tài liệu hướng dẫn, khiến việc học cách chơi game trở nên khó khăn hơn. Tờ báo này còn dự đoán rằng người chơi sẽ không hài lòng với tốc độ trong game, vì thời gian đóng một vai trò quan trọng trong việc kiếm tiền từ những người thuê. Trước khi người chơi có thể mua tiện ích mới thì đã phải tiêu tốn một khoảng thời gian dài kiếm tiền từ người thuê. Tờ báo cũng không hài lòng với những lời phàn nàn của người thuê mà chẳng bao giờ biết được lý do cụ thể cho sự không hài lòng của họ. The Age thất vọng vì thiếu những tòa cao ốc và kịch bản game được xây dựng trước, gợi ý rằng nhà sản xuất có thể thêm vào những ý tưởng ăn theo cốt truyện của The Towering Inferno. Game Informer gán cho SimTower là tựa game mô phỏng "ít tiếng tăm hơn", và mô tả rằng game "vui nhộn và gây nghiện". Cây bút viết bài cho tờ San Diego Union-Tribune là Matt Miller cảm thấy rằng, khi so sánh với SimCity 2000 (1993), lối chơi trong SimTower diễn biến chậm hơn. Miller cũng không thích những khoảnh khắc phải đợi vài phút trôi qua trước khi có thể kiếm đủ tiền để mua sắm các thiết bị bổ sung mới cho tòa nhà của mình. Các nhà phê bình Jay và Dee của tạp chí Dragon đã khen ngợi phần hình ảnh và lối chơi. Tuy vậy, hai người nhận xét rằng họ có thể cảm thấy trò chơi này trôi qua chậm chạp vì thiếu vắng yếu tố lối chơi và các tùy chọn có trong những tựa game chiến lược khác. Năm 1995, Hiệp hội Công nghiệp Phần mềm và Thông tin đã vinh danh SimTower là "Chương trình Mô phỏng Xuất sắc nhất" trong hạng mục Phần mềm tiêu dùng trong giải thưởng Codie hàng năm của mình.
Game có thêm phần tiếp theo mang tên Yoot Tower (bên Nhật gọi là The Tower II), cũng do chính Yoot Saito thiết kế, được phát hành lần đầu vào ngày 24 tháng 11 năm 1998, cho Macintosh. Về sau có thêm phiên bản hệ điều hành Windows vào tháng 1 năm 1999. Lối chơi của Yoot Tower tương tự SimTower—người chơi xây dựng khách sạn, khu nghỉ dưỡng và cao ốc văn phòng và hướng tới việc xây dựng một tòa tháp năm sao. Vivarium ra mắt phiên bản SimTower dành cho hệ máy chơi game cầm tay Game Boy Advance có nhan đề The Tower SP do Nintendo phát hành tại Nhật Bản vào ngày 28 tháng 4 năm 2005, và được Sega phát hành tại Mỹ vào ngày 15 tháng 3 năm 2006. Một phiên bản của SimTower tên gọi The Tower DS được hãng DigiToys phát hành tại Nhật Bản vào ngày 26 tháng 6 năm 2008. Yoot Tower còn được phát hành cho các thiết bị iPad thông qua Cửa hàng Ứng dụng iOS trực tuyến.